# Anamarija
Anamarija ist ein weiblicher Vorname.

## Herkunft und Bedeutung
Der Name ist die südslawische Kombination aus Ana und Marija.

## Bekannte Namensträgerinnen
- Anamarija Brajdić (* 1987), kroatische Biathletin
- Anamarija Lampič (* 1995), slowenische Skilangläuferin

Siehe auch:
- Anamarija (Schiff)
- Anna Maria